# Trichorhina pearsei
Trichorhina pearsei är en kräftdjursart som först beskrevs av Creaser 1938.  Trichorhina pearsei ingår i släktet Trichorhina och familjen myrbogråsuggor. Inga underarter finns listade i Catalogue of Life.